# Blauer Stachelleguan
Der Blaue Stachelleguan (Sceloporus  cyanogenys) lebt in Mexiko und in Südtexas und bewohnt trockene, felsige Landschaften. 
Charakteristisch ist ein breites, schwarzweißes Halsband und sehr große, gekielte und hinten in einer Spitze auslaufende Schuppen. Die Schwanzschuppen sind in Wirteln angeordnet. Die Echsen werden 25 bis 30 Zentimeter lang. Ihre Grundfärbung ist braun, Bauchseite und Kehle, bei den Männchen sind auch Rücken und Schwanz blau. Des Weiteren besitzen die männlichen Tiere deutlicher ausgeprägte Schenkelsporen. Der Kopf ist breit und abgeflacht, die Gliedmaßen kräftig. Die Hinterbeine sind länger als die Vorderbeine.
Blaue Stachelleguane sind ovovivipar, die Weibchen bringen 6 bis 18 Jungtiere zur Welt.

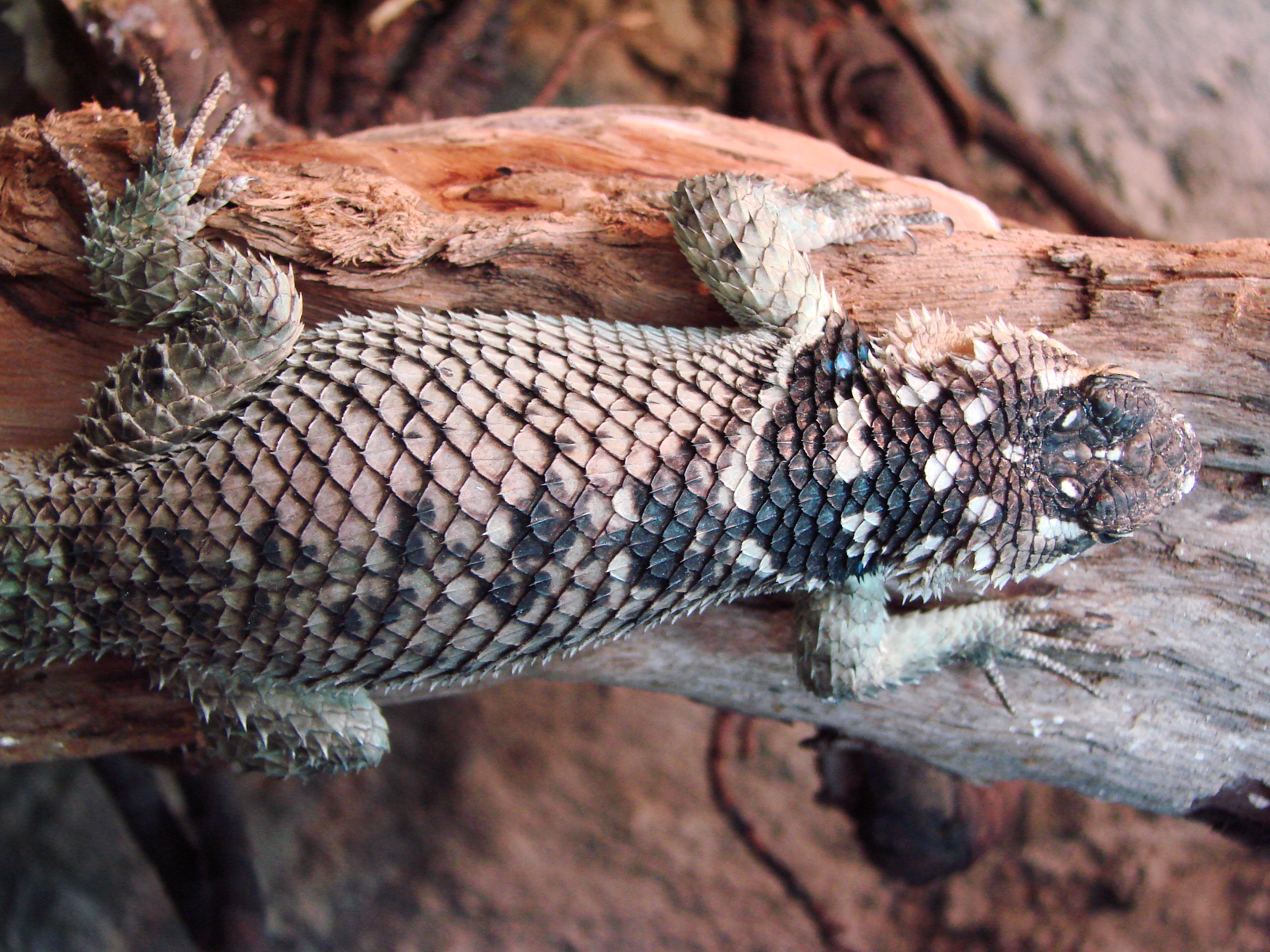
Rückenansicht, deutlich sind die stark gekielten Schuppen sichtbar.